# Black Isle Studios
Black Isle Studios był to oddział firmy Interplay Entertainment, zajmującej się branżą rozrywki elektronicznej, a specjalizującą w tworzeniu gier komputerowych. Siedzibą Black Isle Studios było Los Angeles (Kalifornia), USA. Oddział ten został założony w roku 1998, a nazwa została "zapożyczona" od Feargusa Urquharta, jako bezpośrednie nawiązanie do jego kraju rodzinnego – Szkocji. Black Isle Studios jest znane głównie dzięki stworzeniu gry Planescape: Torment oraz serii Fallout.
Dnia 8 grudnia 2003 roku Interplay zwolnił pracowników Black Isle z działu zajmującego się produkowaniem gier na komputery PC. Powody stojące za tą decyzją nigdy nie zostały wyjawione, nie wiadomo również co czeka Black Isle w przyszłości. Wielu wcześniejszych pracowników Black Isle pracuje teraz w Obsidian Entertainment, firmie zajmującej się produkcją gier komputerowych.
20 sierpnia 2012 roku w Internecie pojawiła się nowa strona studia, na której widnieje informacja, że studio powraca do tworzenia gier RPG.

## Stworzone gry
- Fallout (1997)
- Fallout 2 (1998)
- Planescape: Torment (1999)
- Icewind Dale (2000)
  - Icewind Dale: Serce zimy (2001)
  - Icewind Dale: Trials of the Luremaster (2001)
- Icewind Dale II (2002)
- Baldur's Gate: Dark Alliance II (2004)